# Slokar Quartet
Das Slokar Quartet (auch: Slokar Trombone Quartet oder in deutscher Sprache Slokar-Quartett bzw. Slokar-Posaunenquartett) ist ein Posaunenquartett aus der Schweiz. Es besteht heute aus Branimir Slokar, Wassil Christov, Armin Bachmann und György Gyivicsan, der Ex-Mitglied Edgar Manyak ersetzt.
Das Quartett wurde 1973 von Branimir Slokar ins Leben gerufen und interpretiert Werke vom Frühbarock bis zur Moderne. Das Ensemble arbeitete mit diversen Komponisten zeitgenössischer Posaunenliteratur wie Jörg Ewald Dähler oder Jan Koetsier ebenso wie mit Musikproduzenten im Crossovers-Genre wie 1999 mit Jochen Rieger für dessen Konzeptprojekt Faszination Posaune zusammen. Darüber hinaus veröffentlichte das Quartett mehrere eigene Alben und trat im Rundfunk und Fernsehen auf.

## Diskografie
- Posaunenmusik des Barock. 1984
- Live. 1985
- The Slokar Trombones. 1988
- Top Sound Of Broadway. 1989
- Concert. 1991
- Jubilee. 1993
- Slokar Quartet Plays Jan Koetsier. 1994
- Essence Of 25 Years. 1998
- Cinema Paradiso. 2003
- Slokar Quartet At The Opera. 2005
- Virtuoso. 2008